# ویکتور کولیکوف
ویکتور کولیکوف (روسی: Виктор Георгиевич Куликов؛ ۵ ژوئیهٔ ۱۹۲۱ – ۲۸ مهٔ ۲۰۱۳) فرد نظامی اهل اتحاد جماهیر سوسیالیستی شوروی بود.
وی برندهٔ جوایزی همچون قهرمان اتحاد شوروی، نشان لنین، جایزه لنین، درجه پرچم سرخ، مدال دفاع از مسکو، و مدال دفاع از استالینگراد شده‌است.